# Raymond Ausloos
Raymond Ausloos (3 de febrer de 1930 - 1 de desembre de 2012) fou un futbolista belga.

## Selecció de Bèlgica
Va formar part de l'equip belga a la Copa del Món de 1954 però no disputà cap partit.